# Relieve litológico
El modelado litológico está involucrado en la morfogénesis a dos niveles: 
- Activo o dinámico: En el primer nivel, aquellos procesos petrogenéticos que forman distintos cuerpos de roca dan lugar a geometrías específicas sobre la superficie terrestre; son morfolitologías constructivas.
- Estático o “condicionante”: En el segundo, la respuesta litológica frente a los estímulos de agentes erosivos o denudadores condiciona el modelado resultante según grados: allí donde la composición  de esos materiales influye tanto sobre esos agentes como para determinar la fisonomía del terreno, aparecen modelados litológicos.

Ambos tipos de morfología, individual o conjuntamente pero siempre que tengan entidad espacial adecuada, constituyen relieves litológicos. Sean formas asociadas a procesos constructivos, sean características de la interferencia litológica frente a las acciones del modelado, todas pueden clasificarse en base al grado de desgaste a que fueron sometidas por los procesos exógenos; así se distinguen:
- Formas Originales: Son consecuencia directa de los mismos procesos que dieron lugar al cuerpo rocoso; por tanto, no hay interferencia o muy escasa con otros factores en su génesis. Para estas situaciones la litología deberá considerarse un factor dinámico y el ejemplo más frecuente corresponde a las morfologías volcánicas juveniles
- Formas Mixtas: En estos casos están generadas por la acción modeladora  de los procesos exógenos bajo el control litológico que, según sean cuerpos rocosos en formación o ya consolidados, se comportan como un factor dinámico o estático. Si hay un equilibrio entre acciones petrogenéticas y del modelado, las formas son casi originales, es decir, mixtas penioriginales; si predominan las segundas, serán mixtas derivadas.

Aun cuando otras litologías controlen algunos procesos y sus productos, caso de materiales arcillosos en medios semiáridos generando badlands y en húmedos fenómenos gravitacionales, los paisajes litológicos básicos son volcánicos, graníticos y cársticos. 
En algunos esquemas metodológicos los relieves volcánicos, junto a los tectoestructurales, suelen analizarse en una Geomorfología Estructural. Esa alternativa lleva a confusión pues, al corresponder a formas originales o derivadas de procesos ígneos-efusivos, su estudio debe asociarse al contexto de una “litomorfogénesis” y no de una morfoestructura tectónica.
Relieves graníticos y cársticos también están analizados desde diversas perspectivas: bien en el contexto de una Geomorfología Estructural, como un proceso exógeno más al mismo nivel que fluviales, glaciares, etc. Ciertamente, carst y relieves graníticos derivan de un modelado peculiar y raramente aparecen formas originales; en general son penioriginales producto de una meteorización singular, muy activa, y una denudación característica. Por todo ello, no resultan extraños aquellos planteamientos que los engloban dentro de la meteorización como morfologías debidas a acciones subcutáneas. Al constituir procesos complejos asociados a la naturaleza de la roca y siguiendo a otros muchos autores, se considera más acertado su inclusión en la categoría  de tipos de relieves.

## Relieves volcánicos
Son un conjunto de formas o fisonomías que, sean originales o mixtas, dependen de la actividad magmática extrusiva. Por tanto, tienen una distribución geográfica según los puntos o zonas de emisión derivados de la dinámica litosférica: zonas de acreción y subducción, vulcanismo intraoceánico e intracontinental. Esa dinámica localiza su actividad en alineaciones preferentes, arcos isla, islas oceánicas, márgenes activos y rifts continentales, a la vez que deja signos en zonas estables que, al ir perdiendo la fisonomía volcánica original, quedan como meros “residuos”; así ocurre en las principales mesetas basálticas del mundo, como las de Liberia, Paraná, Deccan, etc.
Todo volcán genera, o procede de (según se defina, dinámica o morfológicamente), una emanación de masa magmática, que llega a la superficie expelida como: 
- gases (fenómeno exhalativo), material fundido más o menos viscoso
- lava (fenómeno efusivo) y material sólido o tefra (fenómeno explosivo).

Ese último, el material sólido, corresponde al más variado por la diversidad en tamaños y grados de consolidación. 
- las partículas menores de 2 mm constituyen las cenizas” que, al consolidar, originan tobas volcánicas
- aquel otro entre 2 mm y 64 mm forma el lapilli (lapillistone o lapidita cuando consolida)
- finalmente, tamaños mayores de 64mm dan lugar a tefra de bloques (aglomerados, aglomerados piroclásticos o brechas volcánicas una vez consolidado). Es frecuente el uso del término “toba volcánica” o tuff, para denominar las rocas compuestas por la mayoría de esas variedades de tefra consolidada; también referirse a ellas como piroclastos y a los bloques como bombas.

La actividad de los volcanes presenta modalidades eruptivas muy diferentes y, en primera aproximación, existen dos extremas: 
- una tranquila, con magmas fluidos básicos o basálticos. Los gases son liberados paulatinamente y la lava fluye, incluso hasta grandes distancias, a modo de “ríos”.
- otra violenta y explosiva, con magmas viscosos en mayor o menor grado (intermedios o ácidos), caso de los andesíticos o riolíticos. La lava queda confinada al punto de emisión y los gases son liberados bruscamente; ello implica su explosión mezclados con piroclastos (flujo piroclástico o nubes ardientes) y gran movilidad, pues alcanzan zonas a veces muy alejadas del dominio estricto de emisión, sedimentando y consolidándose como roca. Son productos tradicionalmente denominados ignimbríticos (término de significado y aplicación discutidos), que pueden presentar una estratificación o interestratificación con formaciones superficiales exógenas permitiendo dataciones absolutas o relativas (tefrocronología).

Según estas modalidades eruptivas y su asociación, aparecen distintas formas volcánicas.
En su fase inicial, que mayoritariamente contribuye a definir el relieve, predominan formas originales; posteriormente irán generándose otras derivadas de la acción modeladora. El caso extremo sería un relieve desgastado, solo posible tras dilatados períodos sin actividad volcánica o con acción modeladora muy energética. Para esos estados evolutivos, la fisonomía característica corresponde a relieves residuales respetados por la erosión a causa de la resistencia en la roca y que destacan sobre planicies más o menos amplias (figura 1.2).
En el conjunto volcánico general, independientemente de su estado evolutivo y tipología, las formas elementales más comunes son:

### Construcciones
Acumulación formando resaltes topográficos a modo de colinas (conos o domos) o planicies (campos o plataformas);.
Los conos o domos representan sucesivas acreciones alrededor del centro emisor, están compuestos por lava, tefra o una mezcla de ambas, y sus pendientes y dimensiones varían con el tipo de material. Con lava, resultan construcciones basálticas de grandes dimensiones  y pendientes suaves (6-12°) llamadas escudos. Los de escoria o cinder se asocian a conos, normalmente explosivos, cuya pendiente varía entre 30-40° con piroclastos gruesos y 10° con finos; siempre de acumulación rápida y escasas dimensiones. Por último, los mixtos o “estrato-volcanes” proceden de emisiones sucesivas con lava y tefra, que se acumulan en una estructuración secuencial de dimensiones medias y morfología bien definida; ejemplos paradigmáticos son Fuji, Vesubio y Teide, entre otros.
Los campos o plataformas derivan de coladas lávicas o formaciones con tefra. Las primeras suelen ser basálticas muy fluidas y originan corrientes (“ríos” de lava) superpuestas en una masa continua, o individualizadas dando resaltes, canales y “retorcimientos” (pahoehoe); al enfriar sufren hundimientos y vaciados generando tubos o conductos de cierto paralelismo con los cársticos (incluidos normalmente en el concepto de pseudocarst), por lo cual tienen interés hidrogeológico.
Las formaciones de tefra llegan a grandes planicies en zonas alejadas del centro emisor, debido a la sedimentación piroclástica procedentes de erupciones altamente explosivas. 

### Subsidencias, colapsos y desplomes
Fenómenos ocasionados por descompresión en una cámara magmática. Los casos más notables corresponden a la generación de calderas por explosión y descompresión violenta, con la aparición de fracturas que condicionan colapsos y hundimientos.

### Cráteres
En principio considerados sinónimos de calderas, es decir, una depresión tendente a troncocónica y originada por fenómenos de explosión-colapso; sin embargo, hay morfologías y orígenes variados. En cuanto a las morfologías, la ventana de emisión puede estar confinada en una depresión longitudinal tipo fisura, una irregular ensanchada o la ya conocida troncocónica.
El origen de estas fisonomías, además de explosión-colapso, puede ser tectónico, solo explosivo, o con emisión pausada y divergente. Las formas resultantes más comunes son cráteres-caldera y cráteres-maar. Estos últimos, inicialmente presentan forma troncocónica producto de una primera emisión explosiva; con el tiempo será ensanchada e irregularizada por emisiones gaseosas rítmicas, más o menos violentas, y colapsos gravitacionales sobre las paredes del cráter. En las depresiones, es frecuente la formación de lagos.

### Otros fenómenos y morfologías asociadas al vulcanismo
- hidrotermalismo con la aparición de géiseres y precipitados; y flujos  de gravedad, ya sean de material volcánico (lahar) no estabilizado, ya de otros materiales no volcánicos, incluso mixtos mezclados con aguas derivadas directa o indirectamente del vulcanismo (condensación de vapores, hidrotermalismo, fusión rápida de nieves o hielos, etc.).
- flujos gravitacionales, junto a erupciones explosivas, son los fenómenos de mayor peligrosidad para la actividad social.

- Datos: Q6105063